# عبدالرزاق لاهیجی
ملاعبدالرزاق علی بن حسین لاهیجی متخلص به فیاض (م۱۰۷۲ق) فقیه، حکیم، فیلسوف، عارف و از متکلمان مسلمان و شیعه عصر صفوی و صاحب تألیفاتی چون گوهر مراد، سرمایه ایمان، شوارق الالهام و کلمه الطیبه است.
اگرچه او شاگرد و داماد ملاصدرا بوده‌است، اما بیشتر تحت تأثیر اندیشه میرداماد است. کتاب‌های کلامی او، رنگ و بوی فلسفی و عرفانی دارد. فرزندش حسن از مهم‌ترین شاگردان او بود.

## زندگینامه

### تولد
لاهیجی اهل لاهیجان بود. اگرچه لاهیجی از جهت علمی سرشناس است، اما دربارهٔ زندگی وی اطلاعاتی اندک در دست است. زمان و مکان تولد وی، مشخص نیست. بنابر برخی نقل‌ها، وی در شیخانور لاهیجان یا لاهنج از شهرهای گیلان متولد شده‌است و پس از آن در قم اقامت گزیده است. به دلیل اقامت وی در قم، برخی او را «قمی» خوانده‌اند.

### اقامت در قم
وی بیشتر عمر خود را در قم سپری کرده‌است، از برخی اشعار او برمی‌آید که مسافرت‌هایی نیز به نجف، مشهد، تبریز، شیراز و احتمالاً کاشان و اصفهان داشته‌است.

### همسر
او و فیض کاشانی شاگرد و داماد ملاصدرا بودند. میان فیاض و فیض دوستی برقرار بود. او از فیض با احترام یاد می‌کند و گاهی با عنوان «بعض افاضل اخواننا الالهیین» نام می‌برد. ملاصدرا به وی لقب «فیاض» را داد. دختر ملاصدرا و همسر لاهیجی، ام‌کلثوم (۱۰۱۹-۱۰۹۰ق) نام داشت. زنی فرهیخته و فاضله بود که علوم حِکمی را نزد پدر و همسرش آموخت و گاه در مجالس علما شرکت می‌کرد و با آنان مباحثه می‌کرد.

### فرزندان
1. میرزا حسن لاهیجی (۱۰۴۵-۱۱۲۱ق) معروف به کاشفی که بزرگترین فرزند فیاض و وارث مکتب و جانشین وی در تدریس علوم عقلی بوده و از وی آثار فلسفی و کلامی مهمی به زبان فارسی همچون شمع الیقین، آینه دین و آینه حکمت بر جای مانده‌است.
2. ملامحمدباقر (زنده در ۱۰۸۳ق)؛ حکیم، متکلم و محدث بوده‌است.[۱۱] در عقلیات شاگرد پدر و در نقلیات شاگرد برادرش میرزا حسن بود.[۱۲] بنا به نقل آقابزرگ طهرانی در شاه جهان آباد هند ساکن بوده و تدریس می‌کرده‌است. کتاب بصائر الدرجات را همانجا ترجمه است.[۱۳]
3. میرزا ابراهیم؛ مؤلف کتاب القواعد الحکمیة و الکلامیة.[۱۴] از وی اطلاع دیگری در دست نیست.[۱۵]

### وفات
در زمان وفات او نیز اختلاف است. بعضی وفاتش را در ۱۰۵۱ق یعنی یکسال پس از وفات ملاصدرا میدانند. بعضی دیگر مانند شیخ آقا بزرگ طهرانی، وفات او را در سال ۱۰۷۲ق ذکر کرده، تاریخ اول را اشتباه دانسته‌اند؛ زیرا از یک سو فیاض گوهر مراد را به شاه عباس دوم (۱۰۵۲-۱۰۷۷ق) اهدا کرده‌است و طبق نظر نخست، شاه عباس یک سال بعد از مرگ حکیم به سلطنت می‌رسد و در این صورت، اهدای کتاب به عنوان سلطان، به او، ممکن نخواهد بود. از سوی دیگر وی سرمایه ایمان را در سال ۱۰۵۷ نگاشته است و از این جهت نمی‌توان تاریخ ۱۰۵۱ درست باشد. وی در شهر قم درگذشت و مقبره وی در حرم معصومه است.

## تحصیلات

### استادان
- ملاصدرا؛ فیاض لاهیجی از شاگردان برجسته صدرالمتألهین شیرازی بود. وی هنگام اقامت ملاصدرا در قم، نزد وی تلمذ کرده‌است. از همدرسان وی، می‌توان به ملا محسن فیض کاشانی، ملامحمد یوسف الموتی و شیخ حسین تنکابنی اشاره کرد که همگی از ملاصدرا درس می‌گرفتند.[۱۹] لاهیجی در این دوران، مبدأ و معاد، بخشی از اسفار، شواهد الربوبیه و رساله حرکت را که از مصنفات ملاصدرا است، نزد وی خواند.[۲۰]
- میرداماد؛ در بیشتر منابع دربارهٔ اینکه فیاض از میرداماد (م۱۰۴۰ق) درس گرفته‌است، سخنی به میان نیامده است؛ به ویژه اینکه میرداماد مقیم اصفهان و فیاض ساکن قم بود.[۲۱] اما اعیان الشیعه میرداماد را از استادان او شمرده است.[۲۲] از ستایش‌های فیاض از میرداماد و اشعارش در مدح وی، چنین برداشت شده‌است که وی گاهی به اصفهان می‌رفته و از میرداماد بهره می‌گرفته‌است.[۲۳] با این حال، هیچ‌گاه وی از میرداماد به عنوان استاد یاد نکرده‌است، در حالیکه در موارد متعددی از ملاصدرا با القابی همچون «الاستاذ»[۲۴] یا «استاذنا الاعظم»[۲۵] نام برده است. به نظر می‌رسد میردادماد استاد مستقیم لاهیجی نبوده‌است و برخی تراجم نیز از جناب میرداماد با عنوان «استاد الاستاد» لاهیجی نام برده‌اند.[۲۶]

### شاگردان
لاهیجی اکثر عمر خود را در قم گذرانده و در اغلب اوقات به بحث و تدریس در مدرسه عملیه حضرت معصومه مشغول بود. شاگردان معروف وی عبارتند از:
- میرزا حسن لاهیجی(۱۰۴۵–۱۱۲۱ق) فرزند فیاض.[۲۹]
- قاضی سعید قمی (۱۰۴۹–۱۱۰۷ق) که گفته شده در حکمت اشراق از شاگردان فیاض بوده‌است.[۳۰] از وی آثار مهمی چون شرح توحید صدوق، اربعینیات و کلید بهشت به جا مانده‌است. صاحب روضات الجنات این مسئله را نادرست می‌داند و مدعی است قاضی سعید شاگر فیاض نبوده[۳۱] و با میرزا محمدسعید حکیم (م پس از ۱۰۸۵ق) طبیب درباری آن دوران خلط شده‌است.[۳۲] قاضی سعید در آثارش از لاهیجی و شاگردی نزد وی یاد نکرده[۳۳] و مکتب فکرشان سازگار نیست. قاضی سعید بیشتر تحت تأثیر فیض بوده‌است.[۳۴]
- حسین تنکابنی[۳۵]؛

## آثار
1. گوهر مراد؛ از مهم‌ترین آثار کلامی فیاض است. این کتاب یک دوره علم کلام به شیوه استدلالی و فلسفی است و از آثار مهم حکمت اسلامی به‌شمار می‌آید.
2. سرمایه ایمان؛ کتابی مختصر در اصول دین است که فیاض پس از گوهر مراد آن را نوشته است.
3. شوارق الالهام؛ شرحی مزجی بر تجرید الاعتقاد خواجه نصیرالدین طوسی.
4. حاشیه بر حاشیه خفری بر شرح تجرید قوشجی: این اثر با عنوان «حاشیه حاشیة الخفری علی الشرح الجدید للتجرید العقاید» به زبان عربی تألیف شده‌است و تعلیقه‌ای است بر حاشیه شمس الدین محمد خفری (م۹۵۷ق) بر شرح جدید تجرید نگاشته علاء الدین محمد قوشجی (م۸۷۹ق) که فیاض آن را به هنگام تدریس شرح تجرید، نوشته است. این اثر تاکنون به چاپ نرسیده‌است.
5. حاشیه بر شرح جدید تجرید: این اثر به زبان عربی است و حواشی مبسوطی بر قسمت جواهر و اعراض شرح قوشجی است. این اثر نیز تاکنون چاپ نشده‌است.
6. کلمه طیبه: این اثر در اصل، رساله‌ای است به زبان عربی دربارهٔ اصول دین. لاهیجی در مقدمه این اثر به حدیث «من قال لا اله الا الله، وجبت له الجنة» اشاره می‌کند و میگوید: لااله الا الله به نحو اجمال، مشتمل بر اصول خمسه دین است. مراد از «الکمة الطیبة» همان لا اله الا الله است.
این اثر یک مقدمه دو ازده فصل (به تعداد حروف لااله الا الله) و یک خاتمه دارد. این اثر تاکنون چاپ نشده‌است.
7. پاسخ منظوم فیاض لاهیجی به نامه منظوم فیض کاشانی
8. جوهر المراد؛ شرح فیه تجربة الصوفیة التی خرجت من نطاق المشائیة التی میزت فکره بالاجمال
9. حاشیه بر حاشیه ملاعبدالله (تهذیب المنطق)
10. حاشیه جواهر و اعراض
11. حاشیه شرح اشارات خواجه (حاشیة علی شرح النصیریة للاشارات)
12. حدوث عالم
13. دیوان شعر
14. شرح فصوص الحکم
15. شرح گلشن راز شبستری (مفاتیح الاعجاز)
16. شرح هیاکل النور فی حکمة الاشراق
17. شوارق الانهار و بوارق الاسرار (فی الحکمة)
18. الکلمات الطیبة فی المحاکمة بین الصدر و الداماد فی اصالة الماهیة و الوجود
19. مثنوی ساقی نامه
20. مثنوی سام و بهرام
21. مشارق الالهام (شرح تجرید الاعتقاد)[۳۶]

باتوجه به ارجاعات لاهیجی در متن کتاب‌هایش، می‌توان حدس زد که ترتیب تاریخی آثارش اینگونه است: ۱. الکمة الطیبه ۲. حاشیه بر حاشیه خفری بر شرح قوشجی ۳. حواشی الهیات تجرید (حاشیه بر شرح قوشجی) ۴. گوهر مراد ۵. سرمایه ایمان ۶. شوارق الالهام.

## ویژگی‌های فکری فیاض

### پایبندی نسبت به فلسفه مشاء
لاهیجی با فلسفه مشاء آشنایی کامل داشته و اصول و قواعد این فلسفه را پذیرفته‌است. می‌توان گفت اندیشه‌های ابن سینا بر افکار وی احاطه دارد. او از مهم‌ترین شارحان ابن سینا در میان متأخران است. آثار فلسفی ابن سینا از مهم‌ترین منابع فیاض در نگاشته‌هایش است و بسیار از او نقل می‌کند. حتی می‌توان آثار فیاض را شرحی بر حکمت مشاء و اندیشه سینوی به حساب آید.
این مسئله آنگاه در خور تأمل است که فیاض، مدت زیادی نزد ملاصدرا تلمذ کرده‌است و داماد وی بوده‌است، با این حال میزان تأثیرپذیری از افکار صدرا اندک است. در کل شوارق الالهام تنها هفت بار از او یاد می‌کند. از سوی دیگر دیگر شاگرد و داماد صدرا، یعنی فیض، فیلسوفی صدرایی تمام عیار است. فیاض همواره از صدرا با احترام یاد می‌کند و در آثار خود از او به عنوان «استاذنا»، «استاذنا و مولانا افضل المتألهین..» تعیبیر می‌کند. حتی بنا به نقلی وی شواهر ربوبیه و مبدأ و معاد را تدریس می‌کرده‌است.
با این حال وی فیلسوفی مشائی به‌شمار می‌آید و آموزه‌های فلسفی صدرا چندان بر وی تأثیر نگذاشته است. او حتی در صدد برآمده که بر اساس اصول مشاء، به نقد حکمت متعالیه بپردازد و می‌توان فیاض را نخستین منتقد صدرالمتألهین دانست.
سید جلال الدین آشتیانی معتقد است که فیاض به سبب تقیه و ترس از تکفیر، عقاید خود را در قالب فلسفه مرسوم آن روزگار بیان کرده‌است و باطناً سالک طریقه اشراق و معتقد به مبانی است. آشتیانی، فیاض را جامع بین حکمت بحثی و ذوقی می‌داند، اگرچه به حسب ظاهر در مباحث متداول طریق مشاء را می‌پیموده است.

### استقلال فکری
لاهیجی اگرچه از نگاشته‌ها و اندیشه‌های دیگر اندیشمندان، استفاده فراوان کرده‌است، اما استقلال رأی خود را حفظ کرده‌است. در موارد بسیاری به دیگر اندیشمندان بزرگ ایراد و اشکال می‌کند.
با این حال، او دلبستگی فراوان به ابن سینا و وابستگی فکری به‌اندیشه مشاء دارد.

### برخورداری از گرایشها و تفکرات عرفانی
فیاض به شدت متأثر از از عرفاً و تعالیم آنهاست و تأثیر معارف عرفانی و صوفیانه، بر تحلیل‌ها و تقریرهای وی از مسائل کلامی، در مواضع متعددی مشاهده می‌شود. برای نمونه می‌توان به تحلیل‌های وی در بحث «غرض از بعثت انبیا» یا بحث از «فلسفه احکام» اشاره کرد.
به دیدگاه فیاض، راه به سوی خدا به دو راه ظاهر و باطن تقسیم می‌شود:
الف: راه ظاهر که طریق استفاده از برهان و استدلال است و عقل، خود در آن استقلال داشته و غایت آن، معرفت و علم به خداوند است. دو علم حکمت و کلام به جهت تحصیل این غایت تدوین شده‌اند.
ب: راه باطن، که همان سیر و سلوک باطنی و معنوی است و غایت آن، وصول حقیقی به خداوند متعال و فانی شدن از هر چه غیر اوست و باقی بودن بدوست. غرض از بعثت انبیا و رسل، هدایت مردم بدون طریق بوده‌است. به نظر فیاض، حقیقت تصوف، چیزی جز سلوک همین راه باطن نیست.
از منظر فیاض، طریقه اشراق نیز مثل تصوف، طریقه سلوک راه باطن است. می‌توان گفت طریقه اشراق در واقع همان طریق تصوف است؛ جز اینکه تصوف در برابر تکلم است و اشراق در برابر حکمت.
خاتمه کتاب گوهر مراد را به بیان طرق سیر و سلوک و تهذیب اخلاق اختصاص داده است. این امر خارج از روش معمول کتب کلامی است.
به نظر لاهیجی سلوک راه باطن به دو طریق ممکن است:
۱. طریق حکمت: تهذیب اخلاق است و غایت سعی حکمای اشراق به‌شمار می‌رود.
۲. طریق شرع: محافظت بر اخلاص و تقواست و غایت مجاده صوفیه و عرفاً محسوب می‌شود.
به نظر فیاض هر دو طریق به حسب حقیقت و غایت، یک چیز است.
تبیین‌ها و گرایش‌های عرفانی، در کتاب گوهر مراد بسی بیشتر از شوارق و سرمایه ایمان است؛ از همین رو می‌توان گفت گوهر مراد رویکرد کلام فلسفی-عرفانی دارد. سرمایه ایمان در قالب کلم فلسفی محض تدوین شده و شوارق الالهام با فلسفه کلامی است.

### تسامح و تساهل در نقل و نقد روایات
فیاض در برخورد با روایت، مواجهه بسیار متسامحانه‌ای داشته و در واقع احادیث را بدون هیچگونه سنجش متنی یا سندی بکار می‌برد. برای نمونه لاهیجی در بحث از حدوث نفس به احادیث «الارواح جنود مجنده، فما تعارف منها ائتلف و ما تناکر منها اختلف» و «خلق الله الارواح قبل الابدان بالفی عام» و تنافی معنای ظاهر از آن‌ها با معارف فلسفی اشاره کرده و در توجیه آن‌ها تأویلاتی را ذکر می‌کند؛ اما به هیچ وجه متعرض بحث سندی و سنجش آن نمی‌شود.
این در حالی است که در کتب کلام نقلی، مؤلفان نوعاً محدث نیز بوده‌اند و به نقل و ذکر سند و بررسی آن‌ها توجه داشته‌اند. مجلسی (م۱۱۱۰) از متکلمانی است که اخبار را با دقت مضاعفی هم در متن حدیث و هم در سلسله سند آن نقل می‌کند. حتی متکلمان عقل‌گرایی مانند شیخ مفید(م۴۱۳) و سید مرتضی (م ۴۳۶) روایات مذکور را با وسواس نقل و نقد می‌کنند و به ضعف سندی و دلالی آن‌ها تصریح کرده‌اند.
به همین جهت، میرزا عبدالله افندی در ریاض العلماء، لاهیجی را به نداشتن بصیرت در علوم نقلی متصف کرده‌است. این کلام را دیگران برنتافته‌اند و آن را حمل بر معاندت میرزا عبدالله با اهل حکمت و فلسفه کرده‌اند.

## شعر فیاض
دیوان شعر فیاض از آثار مهم ادبی-عرفانی وی است. تذکره نویسان عهد صفوی طبع شعر او را ستوده‌اند. تذکره مخزن الغرائب می‌گوید «در شاعری نیز دستگاه قوی داشته و وی را معنی خاص بسیار است.» وی در سبک هندی شعر می‌گفته است. دیوان شعر او دوازده هزار بیت دارد.
بسیاری از اشعار او مدیحه و در منقبت ائمه است. بیشترین این مدایح به امام علی(ع) اختصاص دارد. از مشخصات آشکار اشعار فیاض بهره گیری، وی از بسیاری از اصطلاحات فلسفی و کلامی در آنهاست.
همچنین میان فیض و فیاض مکتوباتی منظوم رد و بدل شده‌است. مثنوی سام و بهرام از دیگر آثار منظوم وی است. این اثر منظومه‌ای عرفای است که ضمن روایت داستانی اجتماعی، سیاسی و تاریخی دارای صبغه‌ای عرفانی-فلسفی است و عشق الهی و حب به ائمه در آن دیده می‌شود.

## انواع نسخه‌ها
از میان شعرهای فیاض دیوان غزل‌های او چه به صورت کامل و چه به شکل برگزیده و منتخب چندین بار در ایران چاپ شده‌است. از جمله نسخه‌ای که با نام "دیوان فیاض لاهیجی" که در قطع وزیری و با جلد سخت و نرم از سوی شرکت انتشارات علمی فرهنگی به اهتمام و تصحیح "ابوالحسن پروین پریشان زاده " منتشر شده و نیز برگزیده‌ای از غزل‌های فیاض با نام با "با معذرت از عشق" که از سوی انتشارات هنررسانه اردیبهشت و با مقدمه سید ضیاالدین شفیعی به بازار آمده‌است او در مقدمه این کتاب شعرهای فیاض را از منظر روایت عاشقانه در غزل‌های سبک هندی بررسی کرده و یکصد غزل فیاض را از این منظر ارائه داده است.

### نمونه شعر فیاض
| ياد او در سينه كردم، جامه بوي گل گرفت |  | دم زدم از روي او، هنگامه بوي گل گرفت |
| دست بر سر بس‌كه بر ياد گل روي تو زد    |  | بر سر فياض ما، عمامه بوي گل گرفت     |

| هر دل که هوای عالم راز کند   |  | باید گره علاقه را باز کند   |
| دام است تعلقات دنیا، دام است |  | در دام چگونه مرغ پرواز کند؟ |

| تا همچو گل ، پیاله شکفتن گرفته است    |  | از توبه همچو غنچه دل من گرفته است |
| در بزم یار ، شیشه به این سادگی که هست |  | خون هزار توبه به گردن گرفته است   |

| دامن صبری اگر در دست افتد شوق را |  | وعده وصل تو تا روز قیامت دیر نیست |

| باده از ابر خورد فصل بهاران گل سرخ   |  | که بر افروخته چون لاله عذاران گل سرخ |
| گل به دامن کندم اشک ، که از دولت عشق |  | مژه ام ابر بهار آمد و باران گل سرخ   |
| منم و نغمه سرایی به هوای چمنی        |  | که خزانش گل زرد است و بهاران گل سرخ  |
| هر کسی مایل همجنس خود آمد فیاض       |  | من گل زرد پسندیدم و یاران گل سرخ     |